# Filosofía natural en la Edad Moderna
La filosofía natural en la Edad Moderna puede dividirse en dos grandes períodos: primero, el paso de la Edad Media a la Edad Moderna a través del Renacimiento; segundo, la filosofía natural moderna propiamente dicha, precursora (o idéntica) a las revoluciones científicas de la modernidad.
El siglo XVI es un siglo de grandes avances en botánica y demás ciencias naturales. Además, los europeos llegan a América.
La filosofía de la naturaleza se encuentra entre el Renacimiento y el desarrollo científico posterior. Los pensadores de esta época ni son científicos, ni humanistas, sino que están en el medio, mezclando un poco de todo, algunas veces privilegiando la especulación, otras veces la experimentación. Al comienzo del siglo XVI, el cambio de mentalidad debido a la reforma protestante influye en ellos. Con un nuevo sentimiento de superioridad, los filósofos de la naturaleza rompen con la tradición aristotélica (Diálogos de Galilei).

## De la Edad Media a la Edad Moderna
Suele considerarse que la Edad Moderna se inaugura con el humanismo y el Renacimiento y se distinguen dentro de ella corrientes tales como la platónica, neoplatónica, aristotélica y, dentro de esta, la averroísta y la alejandrinista, entre otras. Por otra parte, a veces se atribuye al platonismo renacentista el afán de renovación religiosa, mientras que al aristotelismo el de las ciencias naturales. Sin embargo, muchas veces no pueden hacerse en historia divisiones excesivamente incomunicadas. Es verdad que el Renacimiento centra su atención en el hombre y desde su propia originalidad y valor descubre a Dios, a la cultura y a la naturaleza. La Edad Media había partido de un orden dado por la revelación divina y encabezado por Dios-Creador tratando de dar una explicación racional a dicho orden, mediante las categorías filosóficas griegas, sobre todo. Con ello, la atención medieval se había centrado en la pura especulación, dejando de lado las consideraciones naturales, científico-positivas de la naturaleza: este mundo no era más que uno de tantos elementos creados por Dios y ordenados a él. Cabría pensar que la ciencia medieval había abandonado el aspecto científico llamado positivo del saber y la filosofía natural; lo que vendría avalado por el hecho de la gran preponderancia que tuvo el pensamiento platónico en la Edad Media y por tratarse de un platonismo entendido en su aspecto más especulativo.
Fue la Escuela de Chartres, entre otros, la que subrayó aquel aspecto matemático y cientista de Platón, en su Timeo. Por otro lado, si bien sigue siendo verdad que el saber científico y la filosofía de la naturaleza experimentaron en general un detenimiento en la Edad Media en aras de la teología y de la especulación, sin embargo, en el mundo cristiano, y en el musulmán, la preocupación por la naturaleza y la ciencia fue extraordinaria en ocasiones, hasta el punto de que puede hablarse hoy ya de auténticos precursores del Renacimiento naturalista y científico en el seno del pensamiento islámico, tal como lo vienen demostrando modernas investigaciones.
Puede, pues, quedar asentado, en términos generales, que el Renacimiento implica una novedad frente a la Edad Media: al partirse, en aquel, del hombre mismo, de su originalidad radical, natural e histórica, se ven con ojos nuevos tanto a Dios como al mundo, aunque en estrecha dependencia aún con la Edad Media. Esta conexión es múltiple, en orden a la filosofía natural: ante todo está el hecho de que se siga considerando como tema muy principal la relación de la filosofía natural con el problema religioso, de una manera u otra, explícita o implícitamente; y en segundo lugar está el empalme que se realiza con la filosofía de Platón y Aristóteles. Ahora bien, si Aristóteles, por intermedio de Averroes nos trajo el naturalismo e interés por la filosofía natural a Occidente en la Edad Media, ese mismo Aristóteles es corregido en el Renacimiento, primeramente por el mal estilo literario con que se había transmitido a través del decadente latín medieval; en segundo lugar, porque los mismos textos aristotélicos son sometidos a la prueba histórica y filológica; y, por último, pasando del aspecto formal a la crítica del contenido propiamente tal. El Estagirita, pues, da un gran impulso a la filosofía natural: esa es su principal contribución al Renacimiento, aparte de algunas consideraciones de contenido que también son aceptadas. Pero la filosofía natural renacentista camina ella sola por sus propios derroteros y con una personalidad absolutamente propia.
En cuanto al platonismo, es cierto también que se remoza, sufriendo las mismas vicisitudes de Aristóteles. Se le aprovecha, sobre todo, para la renovación y renacimiento religioso. Pero su espíritu matemático, su estructuración científica del universo del Timeo, la intercomunicación de todos los seres acentuada por el neoplatonismo, pasan a primer plano influyendo poderosamente en la filosofía natural, aún en la que se profesaba aristotélica, dando en ocasiones lugar a formas de filosofía natural, tales como la magia, el misticismo, etc. Por último, el Aristóteles de que dispone el Renacimiento todavía está fuertemente neoplatonizado, aunque en menor grado que en el final de la Edad Media; ello, unido al interés explícito de ciertos renacentistas en conciliar a Platón y Aristóteles, hace que la filosofía natural del Renacimiento sea una mezcla extraña aún de Platón y Aristóteles, aunque determinados grupos de filósofos de la naturaleza se profesen aristotélicos o platónicos.

### Nicolás de Cusa

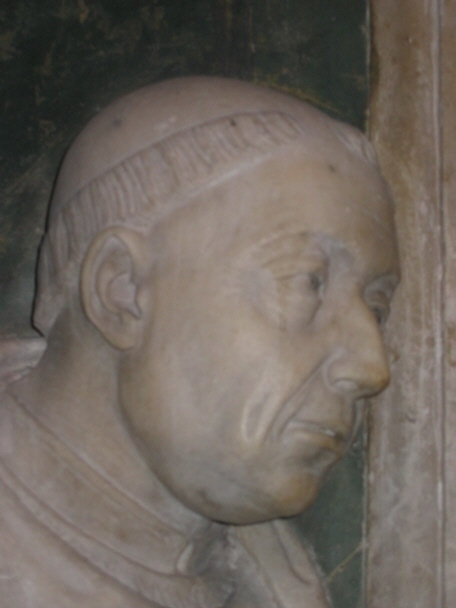
Nicolás de Cusa

El tránsito de la Edad Media al espíritu científico y filosófico de la Edad Moderna viene marcado especialmente por Nicolás de Cusa (1401-1464). En él se aúnan el neoplatonismo (sobre todo de tipo místico), el pensamiento de Dionisio Areopagita, el nominalismo del final de la Edad Media, con su base matemática y agnóstica, el aristotelismo proveniente de Averroes, el tomismo y el humanismo. Todo ello cristaliza en Nicolás de Cusa de una forma totalmente personal: se trata de un nuevo estilo de platonismo y neoplatonismo místico que abrirá las puertas a la filosofía natural posterior de la Edad Moderna.
Nicolás de Cusa parte de la distinción radical platónica (con la categoría del jorismós) entre Dios infinito y el mundo finito: aquel es la unidad de la complicación del mundo de opuestos creados por Él, y el mundo, a su vez, viene a ser una explicación de la unidad divina. Con estos conceptos de complicatio y explicatio de Dios y mundo, se introduce un nuevo elemento platónico: la mezexis o participación.
Ahora bien, guiado por el naturalismo aristotélico, su atención se centra en los seres finitos, concretos, naturales y opuestos unos a otros; sin embargo, se aparta inmediatamente de Aristóteles y de toda la tradición medieval al establecer que todos los seres ocupan un mismo rango dentro del orden de lo creado; ya no hay diferencia entre el mundo supralunar e infralunar, ni los elementos se cualifican por el lugar que ocupan en el espacio. Todas las cosas y elementos gozan de la misma naturaleza creada y solo se diferencian por el hecho de que tengan más o menos elementos simples, unidos en una u otra proporción. Más aún, esta concepción obedece al principio de que nada es exacto y absoluto, excepto el infinito, esto es, Dios. Todo lo demás está situado en un lugar cuyo punto de referencia siempre será relativo, no puede hablarse de un arriba o un abajo absolutos, ni de una Tierra como centro firme e inconmovible del Universo; nuestro conocimiento de lo creado finito es siempre relativo, excepto cuando se trata de Dios que, en la otra vida y en unión mística, es exacto.
El naturalismo aristotélico ha llevado a Nicolás de Cusa a la destrucción del mismo Aristóteles y precisamente por la intromisión del pensamiento platónico. Es posible que además de la terminante división platónica entre Dios, ideas y mundo, intervenga en su concepto de conocimiento inexacto y relativo de lo creado la indeterminación corética que Platón hace operar en el Timeo por medio de la materia-espacio o jora. Al establecer, por lo demás, como único centro absoluto del Universo a Dios, y a todo lo demás como relativo en su composición de todos los elementos en cada cosa y en su posible conocimiento, poniendo además en pie de igualdad a todos los elementos, inaugura una posible concepción moderna de la filosofía natural que será tomada por la ciencia posterior. Sin embargo, sigue empalmando con la Edad Media por su consideración teológica y por su arranque de Aristóteles y sobre todo del neoplatonismo y Platón.

### Platonismo

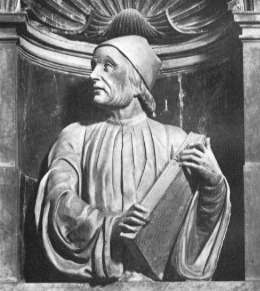
Marsilio Ficino

El platonismo inaugurado por Nicolás de Cusa es seguido particularmente en Italia, por Jorge Gemisto Pletón (1355-1452), Juan Basilio Bessarion (1403-1472) y Ambrosius Traversarius (1396-1439), naciendo así la Academia de Florencia, bajo el patrocinio de Marsilio Ficino (1433-1499) y Cosme de Médicis, y en la cual florecieron el mismo Marsilio Ficino y Cristóbal Landino (1424-1498). Dentro del mismo neoplatonismo del Cusano se mueven León Hebreo (1460-1533), Francisco Baibizzi (1529-1597) y sobre todo, en orden a la filosofía natural, Pico della Mirándola (1463-1494). Éste, estrechamente ligado a la Academia platónica de Florencia, estudió a Aristóteles y el averroísmo, con lo cual pudo encuadrar al Estagirita dentro de un contexto neoplatónico más amplio. Para Pico della Mirándola el hombre está sometido a una previa y radical indeterminación desde la que tanto puede degradarse como regenerarse y perfeccionarse. Para lograr la máxima perfección el hombre dispone de las Ciencias y de la Filosofía y, dentro de esta última, la filosofía natural especialmente. Ciencias y filosofía son caminos para una especulación más alta: la Teología, donde el hombre encuentra plenamente la paz; la ciencia aristotélica y la religiosidad que impregna el platonismo renacentista se hallan, pues, unidas en Pico della Mirándola.
Esta unidad de Aristóteles y Platón se refleja aún más al describir de modo más detallado los medios que hacen falta para lograr esa paz, fin último del hombre. Estos medios son: primeramente la magia, calificada por Pico, como «la total perfección de la filosofía natural», teniendo por objeto el descubrimiento de la unidad radical e imbricación de todos los seres entre sí; en segundo lugar, la cábala que sirve para interpretar los misterios divinos mediante una hermenéutica de las Sagradas Escrituras con categorías y procedimientos típicamente platónicos y neopitagóricos: se trata de extraer el sentido oculto de la letra bíblica; por último, la astrología, dando a esta disciplina un carácter matemático en forma de astronomía y quitándole todo aquello que pueda atentar contra la dignidad del hombre, a saber: el hecho de que la vida humana esté condicionada por la marcha de los astros y de los seres celestes. El naturalismo aristotélico y averroísta lleva a Pico della Mirándola a la consideración de la filosofía natural; el platonismo, a la matematización del universo y a la íntima relación existente entre todos los elementos del cosmos. Sobre los conceptos de magia y de filosofía natural en el Renacimiento volveremos a hablar luego: son los precedentes de la ciencia propiamente tal de la Edad Moderna.

### Aristotelismo
Pico della Mirándola es así el prototipo del platonismo salido de Florencia en filosofía natural, que, como hemos visto, a pesar de su filiación a Platón, deja entrever un intento consciente o inconsciente de armonización con Aristóteles. Frente a esta línea declaradamente platónica florentina, se levanta polémicamente el aristotelismo que naciendo incluso dentro de la misma Florencia se centra sobre todo en torno a Padua. Posteriormente puede distinguirse entre un aristotelismo propiamente tal y otro averroísta: los dos coinciden en su preocupación por el problema del alma y su inmortalidad, en su defensa de la necesidad con que funciona el mundo físico, en el problema de las relaciones entre la libertad humana y la providencia y presciencia divinas y, por último, en su mayor o menor adhesión a la doctrina de la doble verdad averroísta. En todo caso, el aristotelismo renacentista ha contribuido eficazmente en la Historia del pensamiento al mejor y más exacto conocimiento de Aristóteles y, sobre todo, como queda dicho, al incremento del interés por las ciencias naturales y por la filosofía natural.
Un exponente claro de este sector aristotélico es Pedro Pomponazzi (1462-1524), médico y filósofo, incardinable en la facción del aristotelismo propiamente tal. Pomponazzi busca ante todo el orden racional y necesario de la Naturaleza, razón por la cual la fuente inspiradora de su filosofía natural es Aristóteles. Todo ser es algo puramente natural, incluso el alma misma y, como tal, está sujeto a leyes necesarias, inmutables y autónomas; Dios ha creado todo y actúa en todo, pero no de forma directa sino naturalmente, por intermedio de todos los seres creados y sujetos por Él a unas leyes naturales; el mismo milagro, no es sino efecto natural de unas circunstancias físicas que por no ser «normales» y acostumbradas, resultan para nosotros «milagrosas». Más aún, Pomponazzi, al admitir con el aristotelismo musulmán el influjo de los astros y cuerpos celestes en la vida humana y natural de la tierra, explica por este influjo natural y necesario los resultados de la magia.
Pero este naturalismo y cientifismo o pseudocientifismo nacido por impulso de la renovación de Aristóteles, rebasa ya los mismos contenidos doctrinales de la filosofía natural del Estagirita. Por ello, se pasa a la magia, al naturalismo, y, finalmente, a la ciencia propiamente dicha del Renacimiento, dejando de lado al propio Aristóteles y Platón, aunque, en realidad, sigue su influjo solapado e implícito en todo el pensamiento naturalista siguiente.

### Magia, filosofía natural y ciencia

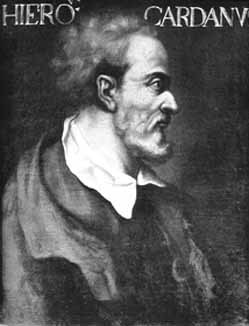
Cardano

El primer paso después del rebasamiento de Aristóteles es el ya insinuado por Pico della Mirándola: la magia. Esta se basa en dos principios fundamentales: primeramente en el hecho de que todo ser del universo está penetrado por una fuerza especial, única y semejante (o igual) a la que anima al hombre y que lleva a una comunidad de todos los seres en forma de simpatía universal. Con ello surge el intento de querer apresar esa fuerza común y oculta como se puede apresar y dominar cualquier objeto natural. El segundo principio se deriva de éste y consiste en la admisión de la posibilidad de penetrar en los secretos más ocultos de la naturaleza de forma directa, para lo cual se inventan fórmulas y procedimientos mágicos eficaces. Se trata, pues, de un dominio del hombre sobre todo lo natural, partiendo de la base de la comunidad de naturaleza que une lo más oculto y radical de los seres con lo más oculto y radical del hombre mismo y sus poderes.
El núcleo del universo viene expresado de las formas más diversas; así, para Cornelio Agripa Nettesheim (1486-1535), lo que penetra al hombre y al cosmos entero es el espíritu; el hombre con su alma, puede así dominar los secretos del mundo por medio de una magia naturalista, por una magia celeste o por una religiosa o ceremonial.
Teofrasto Paracelso (1493-1541) inaugura unos nuevos caminos para la medicina: ante todo por su intento de unir íntimamente la teoría y la praxis de la misma. Esta idea tan fecunda la cristaliza Paracelso mediante los principios base de la magia: si el hombre es un microcosmos en continua y radical comunidad en su ser y actuar con el resto de universo, para realizar una curación en él habrá que tenerse en cuenta todos los influjos que pueda recibir de fuera (de los astros, de las estaciones, etc.) y se deberá actuar, no solo en el paciente sino también y sobre todo en el resto del universo que ha podido producir en él un determinado fenómeno patológico; el procedimiento, pues, de la terapia habrá de ser eminentemente mágico. Estas mismas ideas, en el ámbito de la medicina mágica, son seguidas por Jerónimo Cardano (1501-1576). Otros representantes de la magia renacentista son: Johannes Reuchlin (1455-1522), Juan Bautista della Porta (1535-1615), Juan Bautista van Helmont (1577-1644) y Roberto Fludd (1574-1637).
Un paso más adelante lo da la filosofía natural de Bernardino Telesio (1509-1588), precursor en muchos aspectos (a pesar de las grandes diferencias que les separan) de Galileo. Concretamente coincide con este último en el principio de que la naturaleza goza de principios propios y autónomos; Dios efectivamente es creador, pero ha creado la totalidad de las cosas; lo individual funciona según sus propias leyes; todo se explica por ellas y no por la acción de Dios que no opera sobre lo particular sino sobre la totalidad del Universo. Llega Telesio a confundir a Dios con las mismas fuerzas naturales que rigen al cosmos, de forma tal que podría decirse que un aspecto de Dios queda naturalizado. De acuerdo con esta idea de la naturaleza, de sus hechos y de sus leyes, su ideal metódico es la «objetividad», preludio de un futuro empirismo cientista, o de un racionalismo de tipo cartesiano. Ahora bien, el hombre puede conocer la naturaleza, porque él mismo es naturaleza. Más aún y en esto discrepará Galileo, el hombre y la naturaleza están unidos por un panhilozoísmo, hilozoísmo universal; todo ser está dotado de sensibilidad al igual que el hombre; únicamente que este último puede elevarse a consideraciones científicas superiores, que, por otro lado, no son más que desarrollos de la misma sensibilidad y sin salirse de ella. Por lo demás, el mundo está regido por dos fuerzas: el calor y el frío, y está compuesto de solamente dos de los cuatro elementos clásicos: tierra, fuego, agua y aire.
Puede verse que Telesio surge con su filosofía natural, más cercana al cientifismo posterior, del seno de la misma magia al admitir aquel pananimismo tan característico de esta. Por ello, Giordano Bruno (1548-1600) y Tomás Campanella (1568-1639), pueden considerarse como seguidores telesianos desviacionistas, mientras que Galileo será su seguidor más en la línea científica moderna. Giordano Bruno sigue adicto a su entusiasmo por la naturaleza aunque en su vuelta al neoplatonismo y a la magia, le hace abocar a un naturalismo dionisiaco que en realidad detiene el proceso de acercamiento a la ciencia. Por parte de Campanella, su naturalismo está enfocado a la construcción de una teología política o simplemente de una política.
Finalmente, sentadas las bases de objetividad, naturalismo, independencia y necesidad de las leyes físicas y naturales y la posibilidad del hombre de conocerlas, queda abierto el camino, a través de la filosofía natural, para que aparezcan en escena los científicos propiamente tales de la Edad Moderna, tales como Leonardo da Vinci (1452-1519), Copérnico (1473-1543), Kepler (1571-1630), Galileo (1564-1642), Francisco Bacon (1561-1626).

## La filosofía natural moderna

### Racionalismo cartesiano

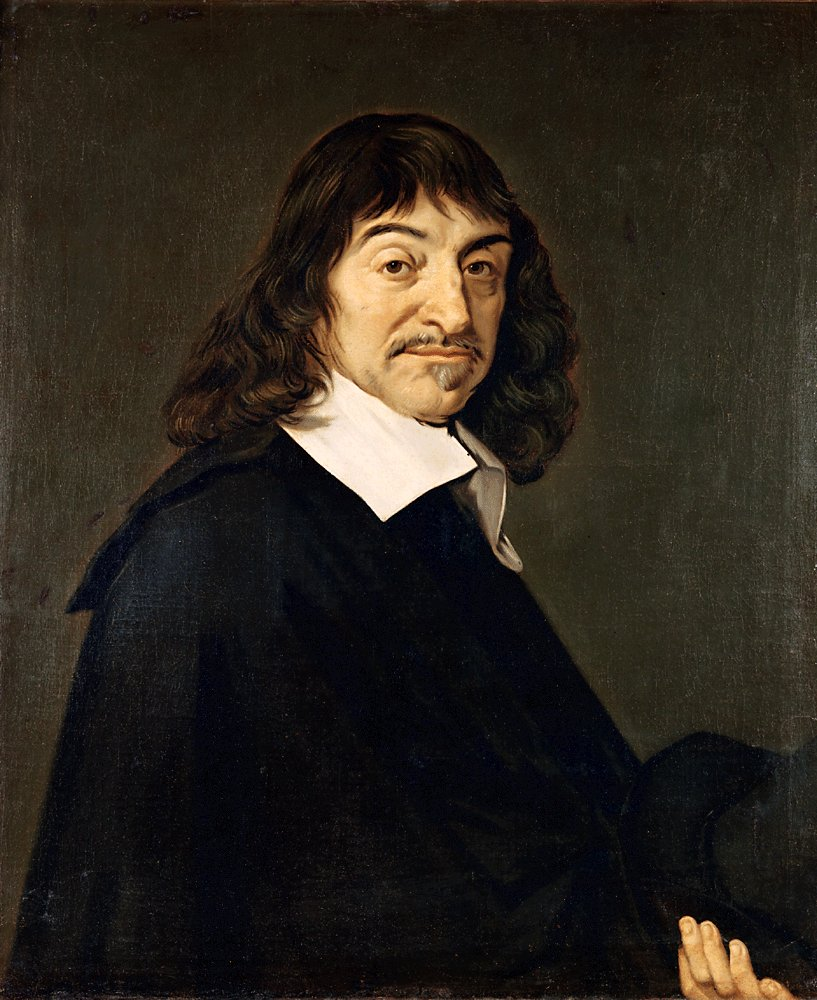
René Descartes, óleo sobre lienzo de Frans Hals, 1649, Museo del Louvre.

El final científico de este proceso que, partiendo de un aristotelismo y platonismo, pasa por una dimensión mágica y otra de filosofía natural, empalma de nuevo de forma explícita con la filosofía por obra de René Descartes (1596-1650). Descartes inaugura tres dimensiones del pensamiento: el metodológico, el subjetivista y el científico-matemático. Ya antes Roger Bacon se había preocupado por el método. Descartes lo estudia de una manera radical: como método de salir de la duda o negación previa para llegar a verdades, de modo matemáticamente deducido y a base de ideas claras y distintas, según el modelo que le presentaban las mismas matemáticas de deducción rigurosa y de conocimientos exactos. Ese método llevará a Descartes a una metafísica y a una concepción dualista de la realidad que será en adelante el punto de fricción de gran parte de la filosofía moderna y contemporánea. Tras dividir toda realidad en «realidad extensa» y «realidad pensante», enfrenta el sujeto, que en su cogito-sum halla la primera certeza clara y distinta, a la realidad de un mundo exterior, reducido éste a pura extensión cuantitativa y movimiento mecánico. El mundo exterior al hombre es una pura extensión de materia única y sólida, carente de vacío y de cualquier aspecto atomista. Esa materia extensa y compacta es la misma para los seres físicos al alcance de la mano y para los cuerpos celestes y astrales, según el principio de igualdad de todos los seres asentado por Nicolás de Cusa enfrente de la tradición medieval.
Ahora bien, Descartes aplica tres principios fundamentales a la consideración de esta materia natural extensa en su filosofía:
- El principio de inercia: nada cambia de su estado primitivo a no ser por un agente exterior que lo mueva.
- Una vez puesto un cuerpo en movimiento su trayectoria es siempre la de la línea recta.
- El movimiento impreso por un agente exterior a la materia extensa permanece siempre constante, aún en el caso de choque entre varios cuerpos.

Con ello, Descartes se ve obligado a hacer intervenir a Dios, como propulsor de un movimiento originario de la materia cósmica total. Este movimiento se propaga inercialmente sin modificación alguna, haciendo que la materia compacta se fragmente progresivamente en cuerpos cada vez más pequeños, más sutiles por su tamaño; los cuerpos más densos se mueven mecánicamente dentro del fluido de los más sutiles o «pulverizados» sin que en ningún caso llegue a producirse el vacío.
Por otro lado, Descartes ataca directamente el concepto aristotélico de movimiento, reduciendo toda la tipología del mismo hecha por el Estagirita a una sola: el movimiento local, lineal y uniforme que luego deriva en forma de torbellinos. Dos elementos, pues, de la consideración cartesiana de la naturaleza: la extensión mensurable matemáticamente y el movimiento también mensurable; de la conjunción de ambos elementos surge toda la gama polimorfa de cualidades captadas por nuestros sentidos; la realidad con que se enfrenta su filosofía natural es una res extensa y en movimiento.
Si, por otro lado, antes consideramos en Bernardino Telesio un espíritu de objetividad muy próximo al futuro empirismo, en Descartes cabe plantearnos también el papel de la empeiría o experiencia. Bien es verdad que Descartes es calificado fundamentalmente como racionalista, al poner en primer término, como fuente de todo conocimiento, por encima de la experiencia sensible, el poder de la razón. Esta preponderancia de la mente y subordinación de la experiencia es lo que diferencia cualquier filosofía racionalista de otra empirista. Sin embargo, podemos afirmar que en la filosofía de Descartes no está excluida la experiencia, más aún, una cierta experiencia ocupa el lugar central de su pensamiento, a saber: la experiencia de la conciencia detectada en el cogito y en los actos concienciales de cualquier tipo; este empirismo interiorista y subjetivista llevará al empirismo psicológico de la introspección. Más aún, la realidad del mundo exterior se me da en la experiencia de la conciencia propia, pero esto habría que perfilarlo un tanto más; en la Sexta Meditación se nos da un simple conocimiento intelectual según el cual se ofrece la mera posibilidad de un mundo de cosas materiales; la imaginación, por su lado, nos da no solo la posibilidad sino también la probabilidad de las mismas; por fin, la experiencia de los sentidos me brinda la real existencia de ese mundo exterior que racionalmente se justifica con exactitud y evidencia por medio de la apelación a Dios. Con esa experiencia sensible me percato de la existencia de mi propio cuerpo, de la existencia de otros cuerpos materiales en torno al mío y en relación con él, y, finalmente que debe haber en esos cuerpos algo que corresponda a mis sensaciones de las diversas cualidades de color, sonido, suavidad, etc. cualidades que, a nivel racional, hemos visto resuelve en términos de extensión y movimiento. La experiencia, pues, en la filosofía natural cartesiana, tiene un relevante valor, si bien relativo y subordinado al centro de detectación de los mismos: la conciencia, y al centro explicativo último de los mismos, la razón.
Claro está que el propósito de Descartes no se cerraba en la consideración del propio sujeto pensante y en la salida de la duda metódica universal: quería, a partir de ahí, saltar a la investigación del mundo natural, de la ciencia, de la filosofía natural. Pero la problemática que él planteó de la subjetividad hizo que él mismo quedase encerrado en sus propias redes y que no avanzase como quisiera en otros campos. Del mismo modo ocurrió con sus seguidores que se quedaron en la problemática del método, en las relaciones alma-cuerpo, en el ocasionalismo, etcétera, sin que hiciesen avanzar, como era la intención de Descartes, la ciencia y la filosofía natural, a pesar de que algunos de ellos escribieron incluso tratados sobre filosofía natural o disciplinas afines. Así, por ejemplo: Enrique Le Roy (1598-1679), Juan de Raey (1622-1701), Adrián Heereboord (1614-1659) Arnold Renerio Geulincx (1625-1669), precursor del ocasionalismo posterior, Everardo Digby (1578-1606), Claudio Clerselier (1614-86), etc., sin contar los conocidos racionalistas poscartesianos: Spinoza, Malebranche y Leibniz. Entre todos ellos tal vez merezca la pena recordar como representativo del cartesianismo y, a la vez, de las primeras desviaciones del mismo a Manuel Maignan (1600-1676) que escribió Cursus philosophicus concinatus ex notissimis cuique principiis ac praesertim quoad res instauratus, ex lege naturae sensatis experimentis comprobatus, aparte de otros tratados filosóficos, físicos y matemáticos. Sigue adicto al mecanicismo cartesiano, conserva parte de su racionalismo y sostiene como Descartes la idea de que las cualidades percibidas por los sentidos son el efecto de una serie de acciones mecánicas y extensionales. Sin embargo, su interés se centra sobre todo en la Física, hasta el punto de calificar a la Metafísica como una especie de propedéutica, propugnando la sustitución del nombre de esa disciplina, por el de «Prophysica». Al centrarse en lo físico, se hace eco de las orientaciones empiristas que van surgiendo y propugna la experiencia como método imprescindible y fundamental para la consideración de la Naturaleza. Esta Naturaleza ya no es como la cartesiana una materia compacta y sólida, sino un conjunto de átomos en movimiento, específicamente distintos entre sí.

### Atomismo

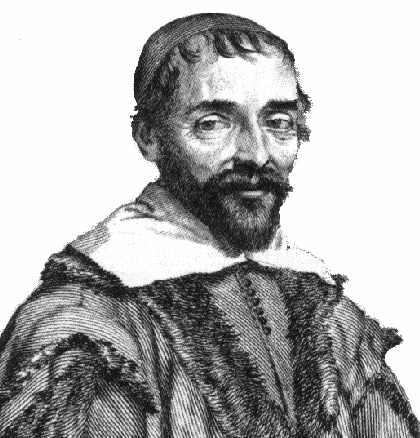
Pierre Gassendi.

El camino para el atomismo está ya abierto y es Pedro Gassendi (1592-1655) el que desarrollará esta teoría dentro del ámbito de la filosofía natural de la Edad Moderna. Físico, matemático, filósofo y teólogo, se puso en contacto con la tradición aristotélica a la que remontó en su teoría de la naturaleza. Por otra parte, dada su vocación, estuvo en estrecho contacto con Thomas Hobbes, Pierre de Fermat, René Descartes y profesó una profunda simpatía por las doctrinas científicas de Telesio, Campanella, Bacon, Kepler y Galileo. De momento, opone al estricto racionalismo cartesiano un profundo empirismo: todo nuestro conocimiento nace de los sentidos y desde ellos, gracias a nuestra facultad de la ratio universalitatis podemos remontarnos a teorías abstractas de la realidad con tal de que nunca pierdan el contacto con los datos de la experiencia.
Gassendi rechaza decididamente la materia llena escolástica y la cartesiana carente de vacío. Para que los cuerpos puedan moverse necesitan del espacio vacío y del tiempo que no son ni sustancias, ni accidentes, ni seres materiales, ni espirituales, pero existentes realmente. En su seno se mueven los átomos, cuerpos físicamente indivisibles. Dios creó la materia de la nada en el vacío espacio. Esta materia originaria carecía de toda determinación y cualidad. De ella se formaron los átomos finitos en número y distintos entre sí solo cuantitativamente (magnitud, peso, figura, etc.), constituyéndose así las cualidades primarias. Las cualidades secundarias (color, sabor, etc.) dependen del sujeto que percibe los seres materiales. Por otro lado, en medio de esta concepción atomista y mecanicista de la Naturaleza, inspirada en parte en Descartes, Epicuro y Leucipo-Demócrito, inserta una visión hilozoísta: la materia está dotada de una especie de vida y sensibilidad que ya estaba en una especie de rationes seminales creadas por Dios y que por el movimiento se fueron desarrollando en forma de átomos (a partir de la materia informe originaria) y en forma de los demás seres que tenemos ante la vista.
Las tesis de Gassendi sufrieron los más violentos ataques por parte sobre todo de los escolásticos y aristotélicos, aunque gozó de un gran predicamento, como en Francisco Bernier (1620-88), Santiago Sallier (1615-1707), Edmundo Rostand (1619-55), Luis Rodríguez de Pedrosa (m. 1673), Isaac Cardoso (1615-80), etc. A este elenco de filósofos de la Naturaleza habría que añadir todos los pertenecientes a la Escolástica Ecléctica posterior de la Escuela de Sevilla, de Valencia, de Cervera, de Argentina, México y Ecuador.